# 那須電機鉄工
那須電機鉄工株式会社（なすでんきてっこう、英: NASU DENKI-TEKKO CO.,LTD.）は、電力、通信、鉄道、道路などの公共基幹産業に鉄塔をはじめとする資材の製作・販売会社である。

## 生産拠点
- 八千代工場 - 千葉県八千代市吉橋字内野1085－5
- 大阪工場 - 大阪府大阪市西淀川区中島2－12－5
- 会津工場 - 福島県大沼郡会津美里町字川原町甲1933

## 沿革
- 1929年（昭和4年）6月 - 株式会社那須鉄工所を創立。
- 1939年（昭和14年）6月 - 那須鉄工車輛株式会社を設立。
- 1962年（昭和37年）2月 - 東証第二部に株式を上場。
- 1977年（昭和52年）12月 - 本社を東京都新宿区新宿一丁目に移転。